# هاتف بروتوكول الإنترنت
هاتف نقل الصوت ببروتوكول الإنترنت أو هاتف بروتوكول الإنترنت (بالإنجليزية: VoIP phone أو IP Phone)‏ هو هاتف يستخدم تكنولوجيا الصوت عبر الإنترنت التي تسمح بإجراء المكالمات الهاتفية عبر شبكة بروتوكول الإنترنت بدلا من النظام العادي الشبكة الهاتفية العمومية التبديلية. المكالمات يمكن ان تستخدم الإنترنت، أو أي شبكة أي بي خاصة. تستخدم الهواتف بروتوكولات مراقب مثل بروتوكول سيشن انيشيان، عميل بروتوكول سكينى كلينت كونترول أو واحدة من البروتوكولات الشخصية المختلفة مثل تلك المستخدمة من قبل سكايب. هواتف بروتوكول الإنترنت يمكن أن تكون برمجيات بسيطة قائمة على الهاتف الرقمي أو الأجهزةِ المبنية حسب الطلبِ تظهر مثل الهاتف العادي أو الهاتف اللاسلكي.
توجد أيضا إمكانية إعادة استخدام الهواتف الشبكة الهاتفية العمومية التبديلية العادية بينما هواتف آي بي يُخابرُ، بوصلاتِ الإرسال الهاتفي المناظرةِ (أي تي أي).
قد تكون لدي هواتف الاي بي العديد من الميزات غير موجودة في الهواتف التناظرية، مثل البريد الإلكتروني، كبطاقات الهوية للاتصال التي قد تكون أسهل في التذكر من الأسماء أو أرقام الهواتف.

## عناصر هواتف الآي بي
1. الأجهزة
2. العميل دي إن إس
3. العميل اس تى يو ان
4. DHCP العميل (لا تستخدم عادة)
5. إشارة المكدس (المسبار، H323، نحيل، سكايب، أو غيرها)
6. RTP المكدس
7. الترميز (أغنية الترميز مثل G.711، جي إس إم، iLBC، Speex، G.729، G.722، G.722.2 (عمرو بين البنك الدولي) وغيرها مثل برامج ترميز الفيديو H.263، H.263 و H.264 +)
8. واجهة المستخدم

## الأجهزة من قائمة بذاتها الملكية الفكرية الهاتف

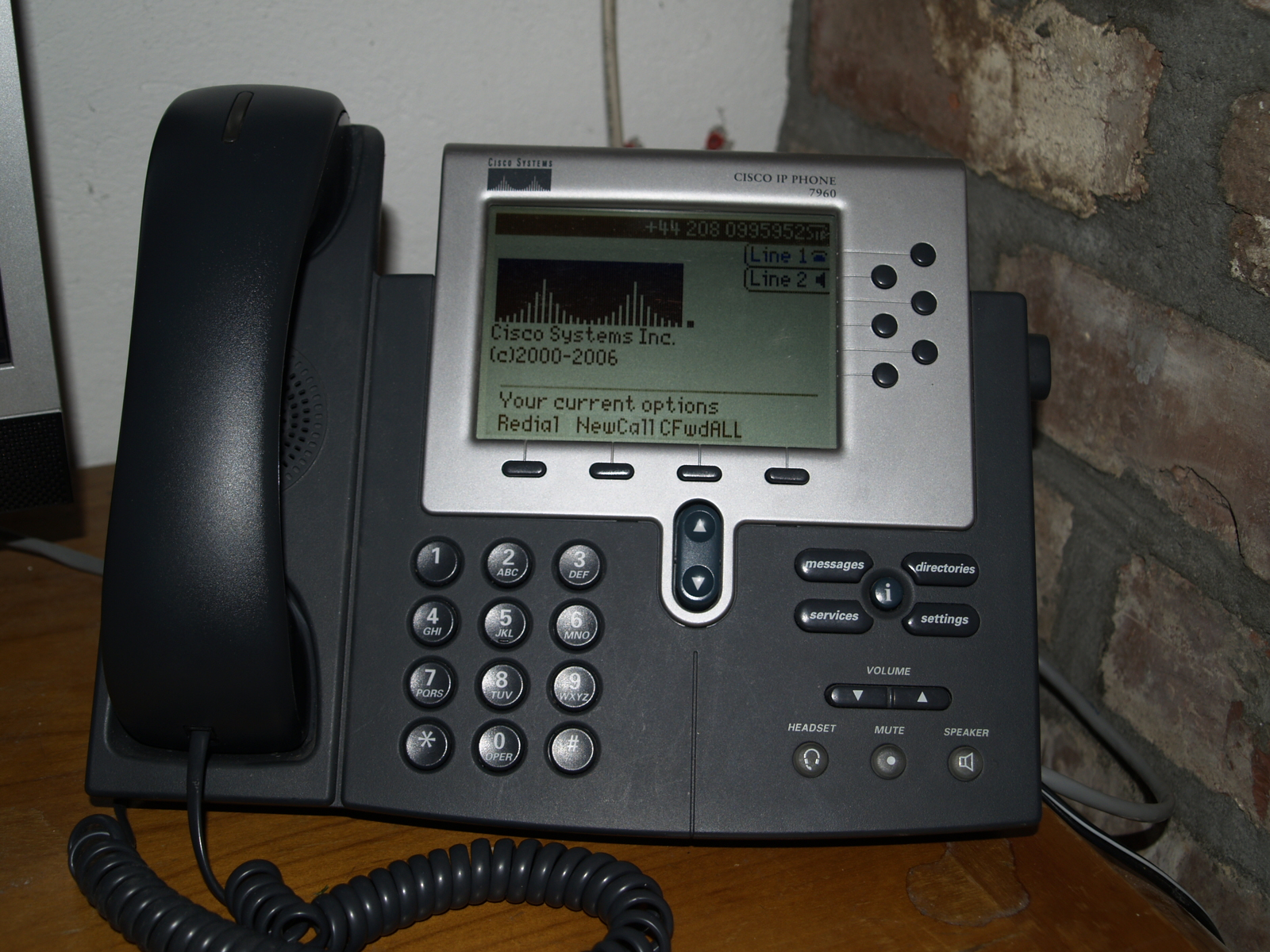
أجهزة التليفونات الخاصة بالاتصال عبر بروتوكول الإنترنت

الأجهزة عموما قد تبدو مثل الهاتف أو الهاتف المحمول. على الهاتف الملكية الفكرية لديه ما يلي مكونات الأجهزة.
- اللغة /هاتف اذن والميكروفون
- لوحة المفاتيح / لوحة اللمس لإدخال رقم الهاتف والنصوص (لا تستخدم لنظام تقييم التكنولوجيا المتقدمة).
- جهاز العرض لردود فعل المستعملين المدخلات واسم المتصل/الرسائل تظهر (لا تستخدم لنظام تقييم التكنولوجيا المتقدمة).
- الغرض العام المعالج (GPP) إلى رسائل عملية التطبيق.
- صوت المحرك أو معالج إشارة رقمية لعملية آر تي بي للرسائل. بعض مصنعين آي سي يوفروا جي بي بي ودي إس بي في رقاقة واحدة.
- محولات أي دي سي ودي أي سي: لتحويل الصوت إلى بيانات رقمية وبالعكس.
- إيثرنت أو شبكة لاسلكية لأجهزة إرسال واستقبال الرسائل على شبكة البيانات.
- قد يكون مصدر الطاقة بطارية أو مصدر ثابت. بعض الهواتف الاي بي تستقبل الكهرباء من الطاقة عبر الإيثرنت.

لهواتف الاي بي الاسلكية
- البطارية
- واجهة تحكم شبكة لاسلكية

### أجهزة أخرى
هناك عدة واي فاي في الهواتف المحمولة والمساعد الشخصي الرقمي الذي يأتي محمل مسبقاً مع المسبار العملاء أو على الأقل قادرة على تشغيل هواتف الاى بى. بَعْض هواتفِ آي بي قَدْ تَدْعمُ خطوطَ هاتفِ بي إس تي إن أيضاً مباشرة

#### بوابة الأجهزة
وصلات الإرسال الهاتفي المناظرةِ توصل بشبكة الإنترنت أو الشبكة المحلية باستخدام منفذ إيثرنت وعِنْدَها المقابس لإيصاْل واحد أَو أكثر من هواتفِ بي إس تيمثل هذه الأجهزة يتم إرسالها إلى الزبائن الذين يوقعون مع مقدمي خدمات الاتصالات عبر بروتوكول الإنترنت المختلفة التجارية والسماح لهم بالاستمرار في استخدام الشبكة الهاتفية العمومية التبديلية القائمة على أساس الهواتف.
نوع آخر من أعمال الجهاز عبارة عن مجرد جي إس إم المحطة الأساسية والعادية للهاتف المحمول وبالتالى يمكن الاتصال والقيام بمكالمات صوتية مرئية. بينما مطلوب ترخيص لتشغيل واحدة من هذه في معظم البلدان فهذة تكون مفيدة على سفينة أو المناطق النائية حيث إشارات ضعيفة مدعوم ترسل على الترددات الغير مستخدمة ومن المرجح أن لن يلاحظها أحد.

## إس تي يو إن كلينت
إس تي يو إن (دورة اجتياز المرافق ل نات) العميل يستخدم في بعض إس أى بي القائم على هواتف أي بى والجدران النارية على واجهة الشبكة أحيانا كتلة إس أي بي / آر تي بي الحزم. بعض آلالية الخاصة مطلوبه في هذه الحالة لتمكين توجيه إس أي بي من شبكة إلى أخرى. اس تى يو ان يستخدم في بعض الهواتف إس أي بي لتمكين إس أي بي/آر تي بي لعبور الحدود من شبكتي الاي بى المختلفة. الحزمة تصبح غير مرسلة بين عنصرين إذا واحدة من الشبكات تستخدم عنوان أي بى خاص والأخرى تستخدم عنوان أي بى عام. إس تي يو إن هو آلية لتمكين هذه اجتياز الحدود. هناك آليات بديلة لاجتياز نات وإس تي يو إن هو مجرد واحد منهم. إس تي يو إن أو أي آلية نات أخرى ليست مطلوبه عندما اثنين من هواتف إس أي بي يتصلوا معا يوجهوا رشفة من بعضهما البعض وعدم وجود جدار بينهما.

## دي إتش سي بي كلينت
يمكن دي إتش سي بي كلينت يمكن استخدامها لتكوين برنامج التعاون الفني /أي بى وتفاصيل الخادم إذا الشبكة تستخدم معالجة دينامية لتكوين الاى بى. دي إتش سي بي كلينت ثم يوفر الآلية المركزية وإدارة اوتماتيكية لتكوين هواتف الاى بى.

## السمات المشتركة في مجال هواتف اى بى
- هوية المتصل
- الاتصال باستخدام اسم / اسم المستخدم: وهذا يختلف عن الاتصال من سجل الهاتف الخاص بك حيث لا يحتاج المستخدم لحفظ الرقم في الإس أي بي للهاتف.
- الاتجاهات المخزنة محليا والمستندة إلى شبكة الاتصال
- مؤتمر والمكالمة متعددة الاطراف
- دعوة الحديقة
- نقل المكالمة وتعليق المكالمة
- المحافظة على اسم المستخدم / الرقم عند اختيار مزود خدمة مختلفة (لا تحظى بتأييد واسع).
- تقرير التطبيقات مثل الطقس، والحضور في المدارس والمكاتب، والأخبار لايف الخ.

## مساوئ الهواتف الملكية الفكرية
- يتطلب الوصول إلى الإنترنت لإجراء مكالمات خارج الشبكة المحلية الا إذا كان بي بي إكس متاح للتعامل مع المكالمات من خارج الخطوط.
- الاى بي وتسييرها من خلال الاتصال عادة على شبكة كهرباء على عكس الشبكة الهاتفية العمومية التبديلية الهواتف يتم تزويدها بالطاقة من مقسم الهاتف.
- شبكات بروتوكول الإنترنت، وخاصة وصلات الإنترنت يمكن بسهولة ان تشوش. هذا يمكن أن يسبب ضعف جودة الصوت أو المكالمة تفشل تماما.
- الاى بى مثل أجهزة الشبكات الأخرى يمكن أن تتعرض لهجمات الحرمان من الخدمة فضلا عن غيرها من الهجمات وخصوصا إذا كان الجهاز يعطى الجمهور عنوان آي بي العامّ [1]
- نظرا لاستتار الناجمة عن بروتوكول النفقات العامة التي لا تعمل وكذلك على الانترنت عبر الأقمار الصناعية وغيرها من استتار عالية وصلات الإنترنت.